# Monti Iblei
Die Monti Iblei, auch Hybläische Berge genannt, sind ein Gebirge auf Sizilien. Es liegt im Südosten der Insel in den Freien Gemeindekonsortien Syrakus und Ragusa. Das Kalksteingebirge ist teilweise von Lavadecken überprägt und wird von tiefen Schluchten durchzogen. Höchste Erhebung ist der 986 m hohe Monte Lauro südwestlich des Ortes Buccheri. In den Monti Iblei entspringen die Flüsse Tellaro, Dirillo und Cassibile.
Der Name geht, wie Thukydides in seinem Peloponnesischen Krieg berichtet, auf Hyblon, einen König der Sikuler zurück, der das Gebiet an die griechischen Siedler abgab, die dort die Stadt Megara Hyblaea gründeten.
Sehenswert sind die Barockstadt Palazzolo Acreide mit den Ausgrabungsstätten der antiken Stadt Akrai und die Nekropolis von Pantalica. Typische Bauten sind die Dammusi, die um natürliche Höhlen herum entstanden. Eine Spezialität der Monti Iblei ist der miele di carrubo, ein Honig, der aus den Blüten des Johannisbrotbaums  hergestellt wird.

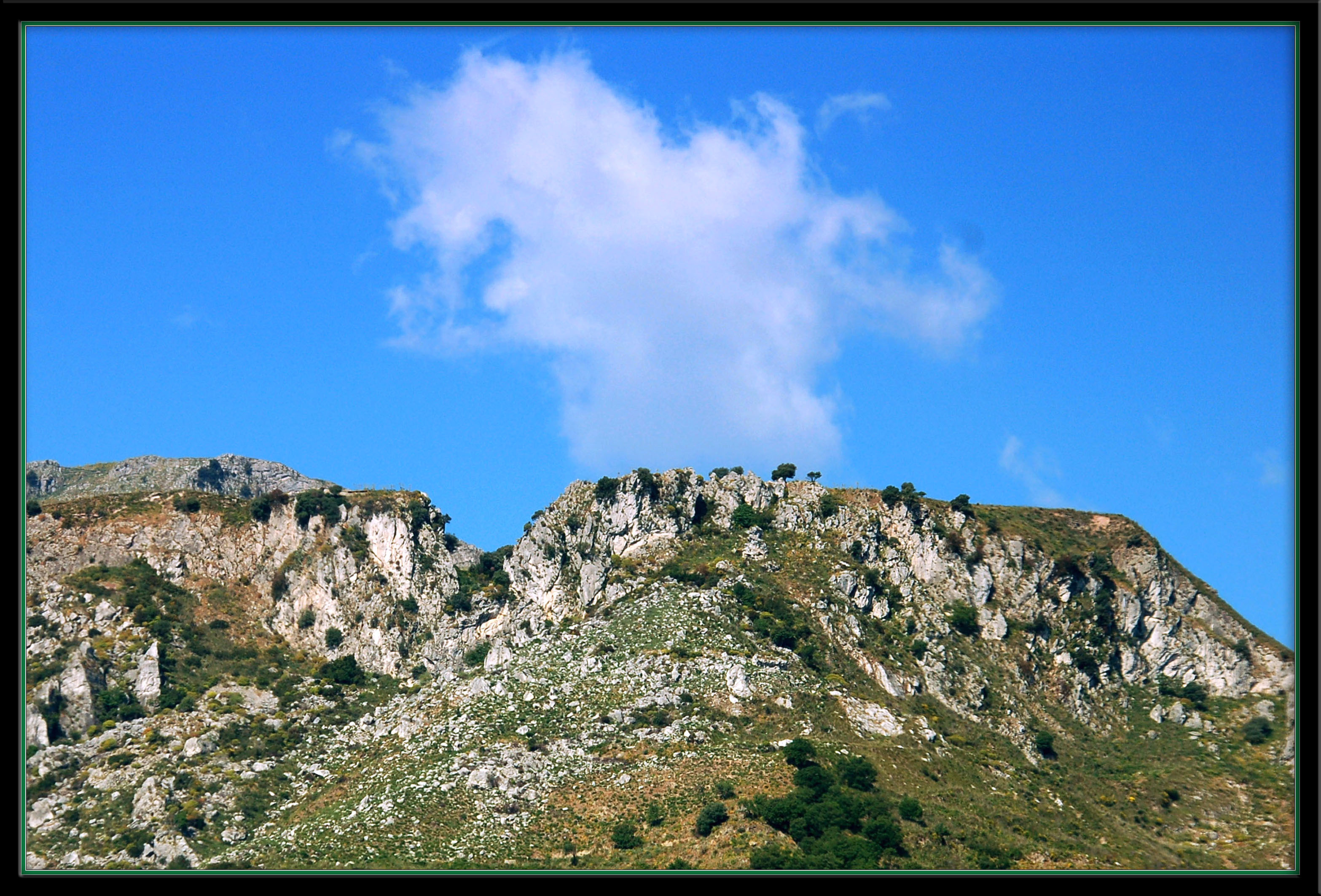
Monti Iblei